# Akodon
Akodon és un gènere de mamífers rosegadors de la família dels cricètids comunament denominats ratolins campestres de Sud-amèrica. Els ratolins d'herba són trobats a tot Amèrica, però el gènere està absent de les terres baixes de la Conca de l'Amazones a l'oest de la Serralada dels Andes del sud, i en l'extrem sud de Sud-amèrica. Akodon és un dels gèneres més rics en espècies de rosegadors.

## Descripció
Akodon és el gènere més gran de la tribu Akodontini. Tres gèneres (Chalcomys, Hypsimys i Microxus) han estat relegats a un status de subgènere. Prèviament associat amb els Akodon, els gèneres Abrothrix, Deltamys, Necromys, Thalpomys, i Thaptomys foren reconeguts com a diferents.

## Taxonomia
- Akodon aerosus
- Ratolí campestre de Colòmbia (A. affinis)
- Akodon albiventer
- Akodon azarae
- Akodon bogotensis
- Akodon boliviensis
- Akodon budini
- Akodon caenosus
- Akodon cursor
- Akodon dayi
- Akodon dolores
- Akodon fumeus
- Akodon glaucinus
- Akodon iniscatus
- Akodon josemariarguedasi
- Akodon juninensis
- Akodon kofordi
- Akodon lindberghi
- Akodon lutescens
- Akodon mimus
- Akodon mollis
- Akodon montensis
- Akodon mystax
- Akodon neocenus
- Ratolí boscà olivaci (Akodon olivaceus)
- Akodon orophilus
- Akodon paranaensis
- Akodon pervalens
- Akodon philipmyersi
- Akodon polopi
- Akodon reigi
- Akodon sanctipaulensis
- Akodon serrensis
- Akodon siberiae
- Akodon simulator
- Akodon spegazzinii
- Akodon subfuscus
- Akodon surdus
- Akodon sylvanus
- Akodon tartareus
- Akodon toba
- Akodon torques
- Akodon varius